# Biskup Albano
Biskup Albano − biskup diecezji Albano (Albano Laziale), jednej z siedmiu diecezji suburbikarnych. Od VIII wieku do 1962 roku biskupi tej diecezji byli ex officio kardynałami. W 1962 Papież Jan XXIII postanowił, że kardynałowie-biskupi są jedynie tytularnymi biskupami diecezji suburbikarnych, powierzając faktyczną jurysdykcję nad nimi zwykłym biskupom diecezjalnym. 

## Kardynałowie biskupi Albano
- Andrzej (721-732)
- Grzegorz (743)
- Leo (761)
- Eustrasio (767-773)
- Benedykt (826)
- Benedykt (847)
- Petronacio (853-867)
- Paweł (869)
- Piotr (898)
- Grzegorz (963-969)
- Jan (994-1000)
- Pietro di Boccadiporco (1004-1009)
- Tedaldo (1015-1044)
- Bonifacio (ca.1050-1072)
- Pietro Igneo (1072-1089)
- Teodorico (obediencja „wibertyńska”, ca.1090-1100)
- Gualterio (1091-1100)
- Richard (1101-1115)
- Witalis (1116-1126)
- Mathieu (1126-1135)
- Albert (1136-1141)
- Hugo d'Homblieres (1143)
- Pietro (1143-1145)
- Nicholas Breakspear (1149-1154)
- Walter (1158-1177)
  - Giovanni Struma (obediencja „wiktoryńska” 1163-1168)
- Henri de Marsiac (1179-1189)
- Albino (1189-1196)
- Giovanni Lombardo (1199-1210)
- Gerardo de Sessa (elekt 1211)
- Pelagio Galvani (1213-1230)
- Pietro di Collemezzo (1244-1253)
  - Henrico de Fillangeriis, administrator apostolski (1253)
- Raoul Grosparmi (1262-1270)
- Św. Bonawentura (1273-1274)
- Bentivenga da Bentivengi (1278-1289)
  - Bernardo de Tuderto, administrator (1289)
- Bérard de Got (1294-1297)
- Gonzalo Rodríguez (1298-1299)
- Leonardo Patrasso (1300-1311)
- Arnaud d’Aux (1312-1320)
- Vital du Four (elekt 1320-1321, biskup 1321-1327)
- Gauscelin de Jean (1327-1348)
  - Franz (obediencja antypapieża Mikołaja V, 1328)
  - Niccolò de Fabriano (obediencja antypapieża Mikołaja V, 1328-1330)
- Élie Talleyrand de Périgord (1348-1364)
- Pierre Itier (1364-1367)
- Angelic de Grimoard (1367-1378, obediencja awiniońska 1378-1388)
- Niccolò Brancaccio (obediencja awiniońska 1388-1408 i pizańska 1409-1412)
- Giordano Orsini (obediencja pizańska 1412-1415, 1415-1431)
- Pierre de Foix (1431-1464)
- Ludovico Trevisan (1465)
- Latino Orsini (1465-1468)
- Filippo Calandrini (1468-1471)
- Rodrigo Borgia (1471-1476)
- Oliviero Carafa (1476-1483)
- Jean Balué (1483-1491)
- Giovanni Michiel (1491)
- Jorge da Costa (1491-1501)
- Lorenzo Cibo de Mari (1501-1503)
- Raffaele Sansoni Riario (1503-1507)
- Giovanni Antonio Sangiorgio (1507)
- Guillaume Briçonnet (1507-1508)
- Domenico Grimani (1508-1509)
- Philippe de Luxembourg (1509-1511)
- Jaime Serra i Cau (1511-1517)
- Francesco Remolini (1517-1518)
- Niccolò Fieschi (1518-1521)
- Antonio Maria Ciocchi del Monte (1521-1523)
- Pietro Accolti (1523-1524)
- Lorenzo Pucci (1524)
- Giovanni Piccolomini (1524-1531)
- Giovanni Domenico de Cupis (1531-1533)
- Andrea della Valle (1533)
- Bonifacio Ferrero (1533-1534)
- Lorenzo Campeggio (1534-1535)
- Matthäus Lang von Wellenburg (1535-1540)
- Alessandro Cesarini (1540-1541)
- Francesco Cornaro (1541-1542)
- Antonio Pucci (1542-1543)
- Giovanni Salviati (1543-1544)
- Giovanni Pietro Carafa (1544-1546)
- Ennio Filonardi (1546-1549)
- Jean du Bellay (1550-1553)
- Rodolfo Pio di Carpi (1553)
- Juan Álvarez de Toledo (1553-1555)
- Francesco Pisani (1555-1557)
- Pedro Pacheco de Villena (1557-1560)
- Giovanni Girolamo Morone (1560-1561)
- Cristoforo Madruzzo (1561-1562)
- Otto von Truchsess von Waldburg (1562-1570)
- Giulio Feltre della Rovere (1570)
- Giovanni Ricci (1570-1573)
- Scipione Rebiba (1573-1574)
- Fulvio della Cornea (1574-1580)
- Gianfrancesco Gambara (1580-1583)
- Alfonso Gesualdo (1583-1587)
- Tolomeo Gallio (1587-1589)
- Prospero Santacroce (1589)
- Gabriele Paleotti (1589-1591)
- Michele Bonelli (1591-1598)
- Girolamo Rusticucci (1598-1600)
- Girolamo Simoncelli (1600)
- Pedro de Deza (1600)
- Alessandro Ottaviano de’ Medici (1600-1602)
- Simeone Tagliavia d’Aragona (1602-1603)
- Domenico Pinelli (1603)
- Girolamo Bernerio (1603-1607)
- Antonio Maria Sauli (1607-1611)
- Paolo Emilio Sfondrati (1611-1618)
- Francesco Sforza di Santa Fiora (1618-1620)
- Alessandro Peretti de Montalto (1620-1623)
- Giovanni Battista Deti (1623-1626)
- Andrea Baroni Peretti Montalto (1626-1627)
- Carlo Emmanuele Pio (1627-1630)
- Gaspar de Borja y Velasco (1630-1645)
- Bernardino Spada (1646-1652)
- Federico Cornaro (1652-1653)
- Marzio Ginetti (1653-1663)
- Giovanni Battista Pallotta (1663-1666)
- Ulderico di Carpegna (1666-1671)
- Virginio Orsini (1671-1675)
- Girolamo Grimaldi-Cavalleroni (1675-1685)
- Flavio Chigi (1686-1689)
- Emmanuel Théodose de la Tour d'Auvergne de Bouillon (1689-1698)
- César d’Estrées (1698-1714)
- Ferdinando d’Adda (1715-1719)
- Fabrizio Paolucci (1719-1724)
- Jacopo Boncompagni (1724-1731)
- Ludovico Pico della Mirandola (1731-1740)
- Pietro Luigi Carafa (1740-1751)
- Giovanni Battista Spinola (1751-1752)
- Francesco Borghese (1752-1759)
- Carlo Alberto Guidoboni Cavalchini (1759-1763)
- Fabrizio Serbelloni (1763-1774)
- François-Joaquim de Pierre de Bernis (1774-1794)
- Luigi Valenti Gonzaga (1795-1807)
- Antonio Dugnani (1807-1816)
- Michele di Petro (1816-1820)
- Pierfrancesco Galleffi (1820-1830)
- Giovanni Francesco Falzacappa (1830-1839)
- Giacomo Giustiani (1839-1843)
- Pietro Ostini (1843-1849)
- Costantino Patrizi Naro (1849-1860)
- Lodovico Altieri (1860-1867)
- Camillo di Pietro (1867-1877)
- Carlo Luigi Morichini (1877-1879)
- Gustav-Adolf von Hohenlohe (1879-1884)
- Raffaele Monaco La Valletta (1884-1889)
- Lucido Maria Parocchi (1889-1896)
- Isidoro Verga (1896-1899)
- Antonio Agliardi (1899-1915)
- Gennaro Granito Pignatelli di Belmonte (1915-1948)
- Giuseppe Pizzardo (1948-1966)

### Tytularni kardynałowie-biskupi Albano
- Giuseppe Pizzardo (1966-1970)
- Gregorio Pietro Agagianian (1970-1971)
- Luigi Traglia (1972-1977)
- Francesco Carpino (1978-1993)
- Angelo Sodano (1994-2022)
- Robert Prevost (2025), od 8 maja 2025 r. papież Leon XIV[1]
- Luis Antonio Tagle (2025-)[2]

## Biskupi Albano
- Raffaele Macario (1966-1977)
- Gaetano Bonicelli (1977-1982)
- Dante Bernini (1982-1999)
- Agostino Vallini (1999-2004)
- Marcello Semeraro (2004-2020)
- Vincenzo Viva (od 2021)